# 亮蒿
亮蒿（学名：Artemisia fulgens）是菊科蒿属的植物，是中国的特有植物。分布在中国大陆的四川、青海、西藏等地，生长于海拔3,400米至3,600米的地区，见于荒地、河滩以及山坡上，目前尚未由人工引种栽培。